# Ivar Nestius
Ivar Mathias Bogislaus Nestius, född 24 februari 1897 i Tyska Sankta Gertruds församling, Stockholm, död 20 september 1948 i Enskede, var en svensk målare och tecknare.
Nestius studerade vid Althins målarskola 1918–1919 och vid Konsthögskolan i Stockholm 1920–1925 samt under studieresor till Berlin, Dresden och München. Han medverkade i Exponenternas utställning på Liljevalchs konsthall 1935 och i samlingsutställningar med Sveriges allmänna konstförening. På grund av sjukdom höll han sig borta från det offentliga livet. Hans målarkamrat Arne Cassel arrangerade en utställning med Nestius verk på Lilla galleriet i Stockholm 1948. Hans konst består av porträtt, figurstudier, interiörer och landskap utförda i pastell eller akvarell samt teckningar motiv från pittoreska Stockholmsgårdar. Nestius är representerad vid Moderna museet i Stockholm.